# Synaldis sensillosa
Synaldis sensillosa är en stekelart som beskrevs av Fischer 1967. Synaldis sensillosa ingår i släktet Synaldis och familjen bracksteklar. Inga underarter finns listade i Catalogue of Life.